# 圣普里瓦-德尚克洛
圣普里瓦-德尚克洛（法語：Saint-Privat-de-Champclos）是法国加尔省的一个市镇，位于该省北部，属于阿莱斯区。该市镇总面积11.64平方公里，2009年时的人口为308人。

## 人口
圣普里瓦-德尚克洛人口变化图示